# Filmes de 1942 da Monogram Pictures

## Filmes do ano
| Título                    | Estrelado por       | Dirigido por         | Gênero   |
| ------------------------- | ------------------- | -------------------- | -------- |
| Arizona Roundup           | Tom Keene           | Robert Tansey        | Faroeste |
| Arizona Stagecoach        | The Range Busters   | S. Roy Luby          | Faroeste |
| Below the Border          | The Rough Riders    | Howard Bretherton    | Faroeste |
| Black Dragons             | Bela Lugosi         | William Nigh         | Suspense |
| Boot Hill Bandits         | The Range Busters   | S. Roy Luby          | Faroeste |
| Bowery at Midnight        | Bela Lugosi         | Wallace Fox          | Drama    |
| Continental Express       | Rex Harrison        | Herbert Mason        | Suspense |
| Criminal Investigator     | Robert Lowery       | Jean Yarbrough       | Suspense |
| Dawn on the Great Divide  | The Rough Riders    | Howard Bretherton    | Faroeste |
| Down Texas Way            | The Rough Riders    | Howard Bretherton    | Faroeste |
| Foreign Agent             | John Shelton        | William Beaudine     | Drama    |
| Freckles Comes Home       | Johnny Downs        | Jean Yarbrough       | Comédia  |
| Ghost Town Law            | The Rough Riders    | Howard Bretherton    | Faroeste |
| Hillbilly Blitzkrieg      | Bud Duncan          | Roy Mack             | Comédia  |
| Isle of Missing Men       | John Howard         | Richard Oswald       | Drama    |
| King of the Stallions     | Chief Thunder Cloud | Edward Finney        | Faroeste |
| Klondike Fury             | Edmund Lowe         | William K. Howard    | Drama    |
| Law of the Jungle         | Arline Judge        | Jean Yarbrough       | Aventura |
| Let’s Get Tough!          | The East Side Kids  | Wallace Fox          | Comédia  |
| Lure of the Islands       | Margie Hart         | Jean Yarbrough       | Aventura |
| Man from Headquarters     | Ralph Albertson     | Jean Yarbrough       | Suspense |
| Man with Two Lives        | Edward Norris       | Phil Rosen           | Drama    |
| Maxwell Archer, Detective | John Loder          | John Paddy Carstairs | Suspense |
| Mr. Wise Guy              | The East Side Kids  | William Nigh         | Comédia  |
| ‘Neath Brooklyn Bridge    | The East Side Kids  | Wallace Fox          | Comédia  |
| One Thrilling Night       | John Beal           | William Beaudine     | Suspense |
| Police Bullets            | John Archer         | Jean Yarbrough       | Comédia  |
| Private Snuffy Smith      | Bud Duncan          | Edward Cline         | Comédia  |
| Rhythm Parade             | Gale Storm          | Howard Bretherton    | Musical  |
| Riders of the West        | The Rough Riders    | Howard Bretherton    | Faroeste |
| Rock River Renegades      | The Range Busters   | S. Roy Luby          | Faroeste |
| Rubber Rocketeers         | Ricardo Cortez      | Harold Young         | Drama    |
| Shadows of the Underworld | Barry K. Barnes     | David MacDonald      | Suspense |
| She’s in the Army         | Veda Ann Borg       | Jean Yarbrough       | Comédia  |
| Smart Alecks              | The East Side Kids  | Wallace Fox          | Comédia  |
| So’s Your Aunt Emma!      | Zasu Pitts          | Jean Yarbrough       | Comédia  |
| Texas to Bataan           | The Range Busters   | Robert Tansey        | Faroeste |
| Texas Trouble Shooters    | The Range Busters   | S. Roy Luby          | Faroeste |
| The Corpse Vanishes       | Bela Lugosi         | Wallace Fox          | Terror   |
| The Living Ghost          | James Dunn          | William Beaudine     | Suspense |
| The Phantom Killer        | Dick Purcell        | William Beaudine     | Suspense |
| Three Wise Brides         | Nova Pilbeam        | Walter C. Mycroft    | Comédia  |
| Thunder River Feud        | The Range Busters   | S. Roy Luby          | Faroeste |
| Tower of Terror           | Michael Rennie      | Lawrence Huntington  | Drama    |
| Trail Riders              | The Range Busters   | Robert Tansey        | Faroeste |
| War Dogs                  | Billy Lee           | S. Roy Luby          | Aventura |
| West of the Law           | The Rough Riders    | Howard Bretherton    | Faroeste |
| Western Mail              | Tom Keene           | Robert Tansey        | Faroeste |
| Where Trails End          | Tom Keene           | Robert Tansey        | Faroeste |

## Galeria

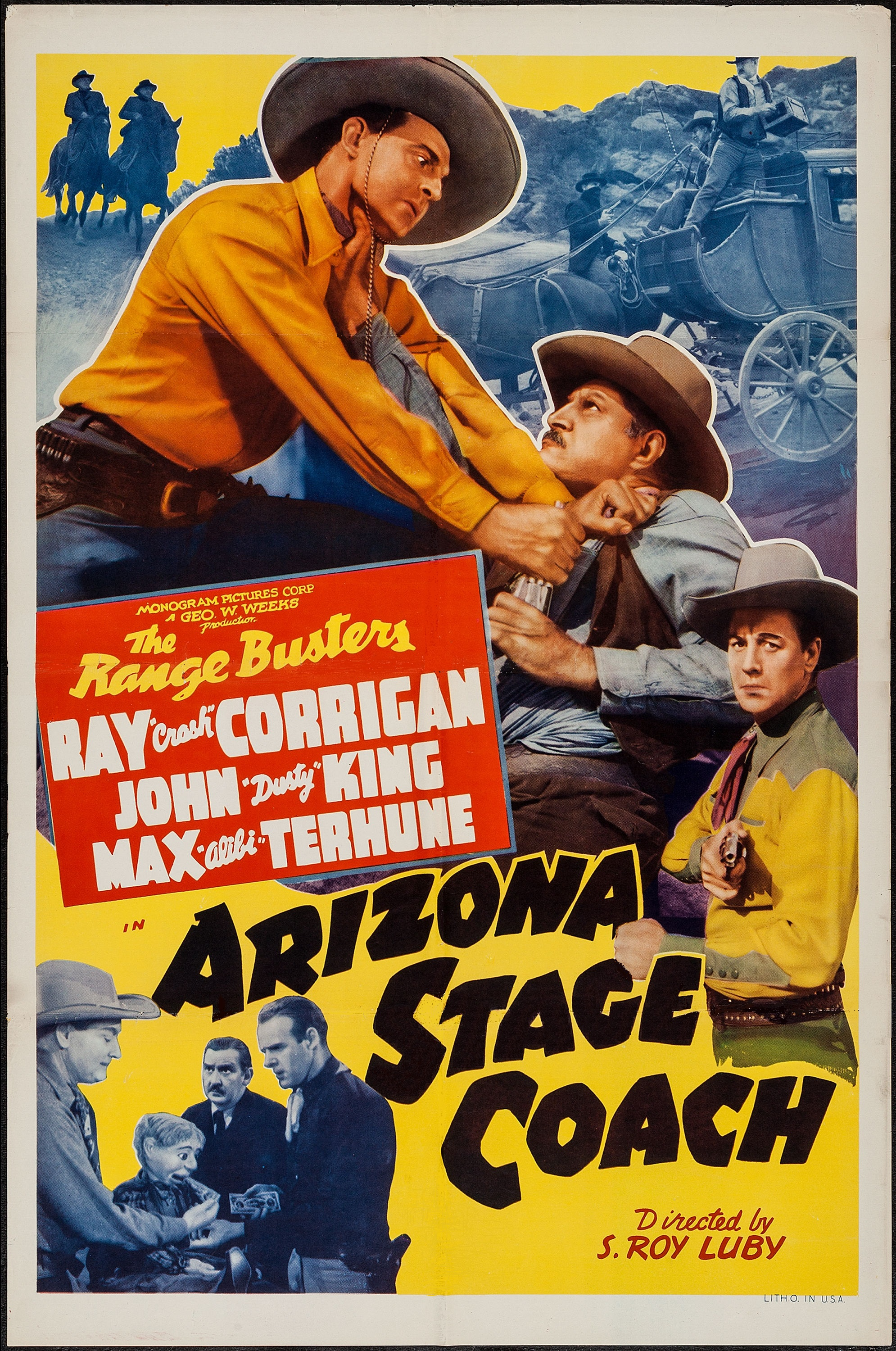
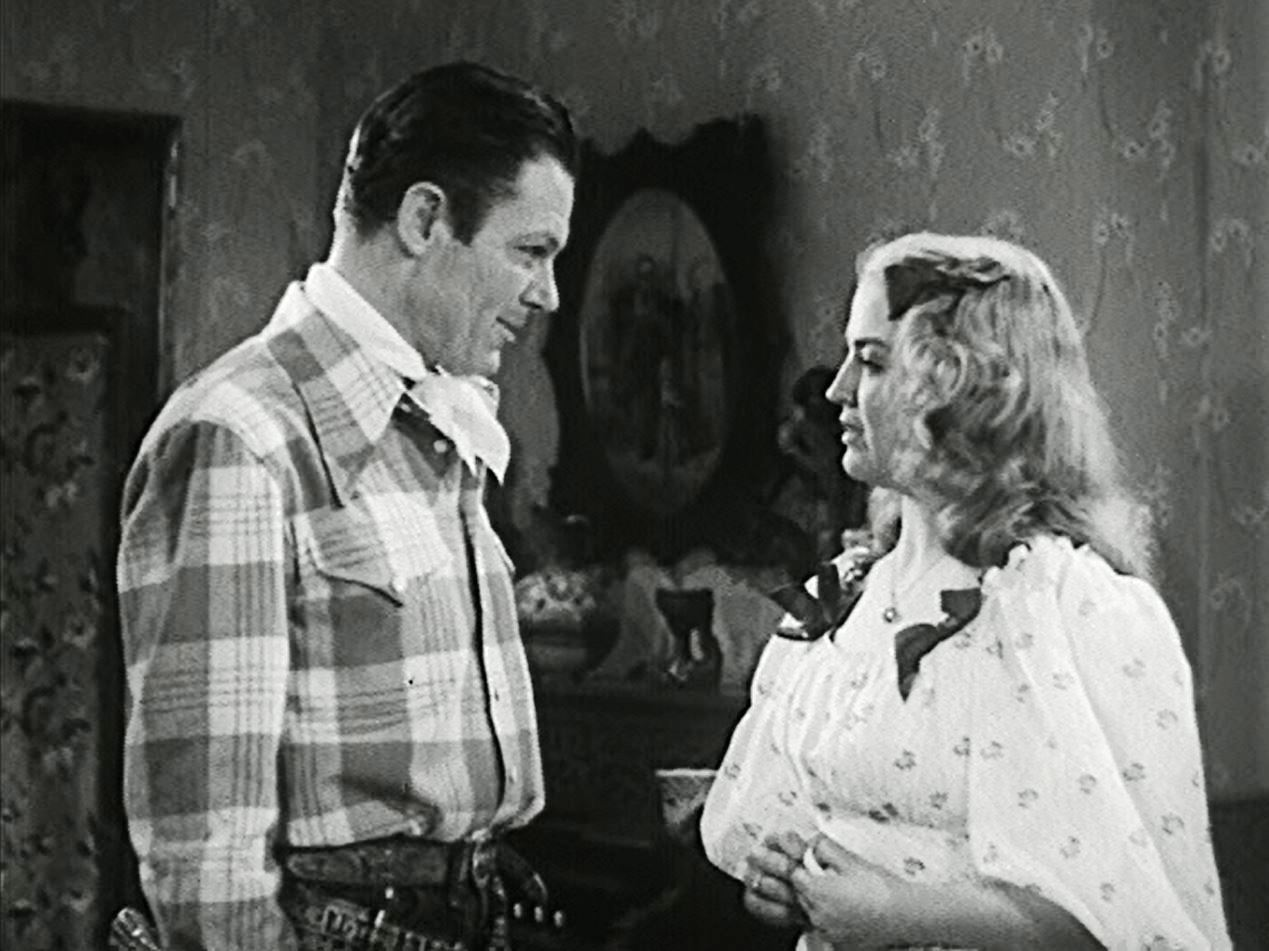
Tom Keene e Jean Trent em cena de Western Mail, um dos últimos filmes do cowboy na Monogram
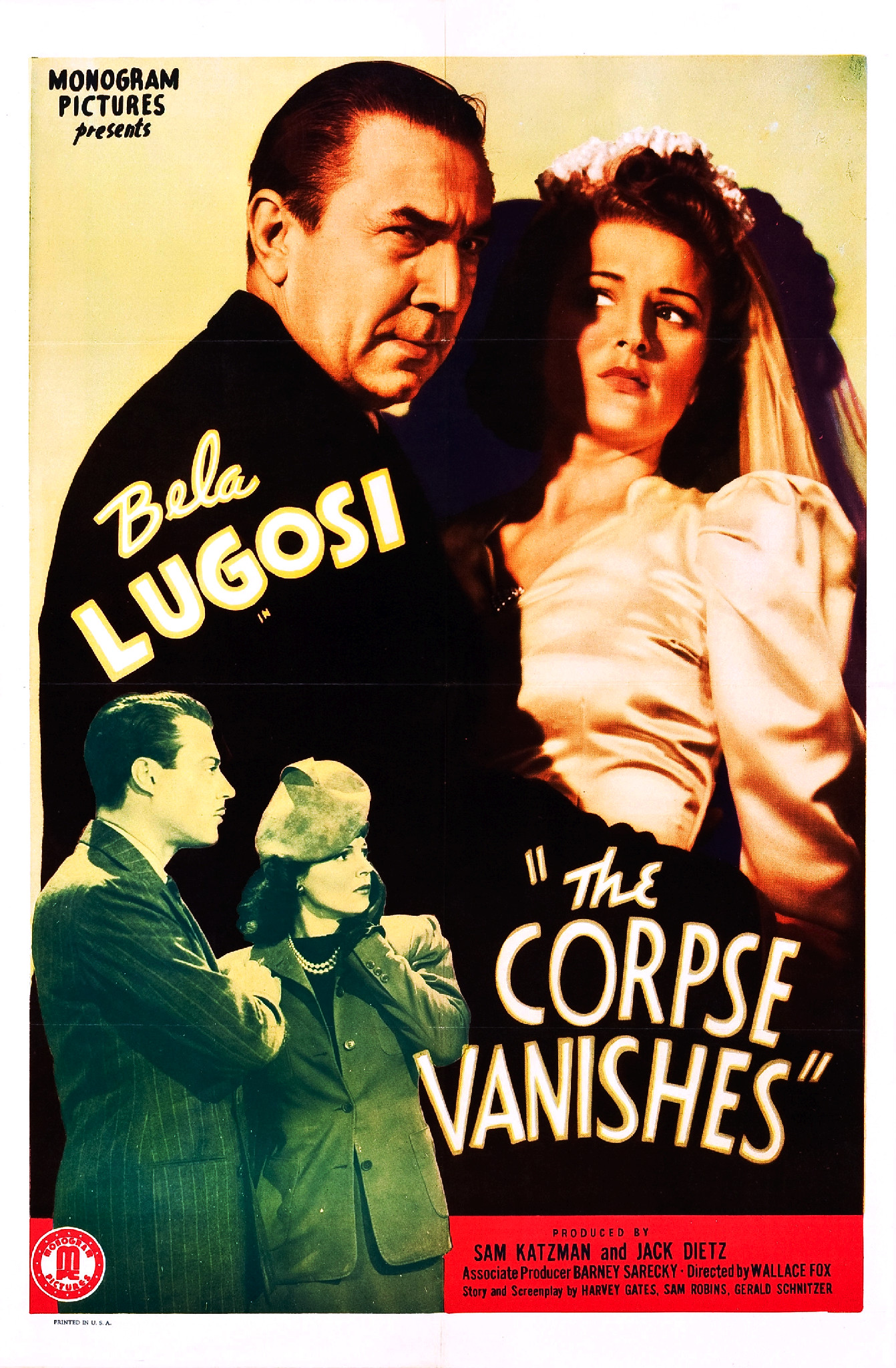
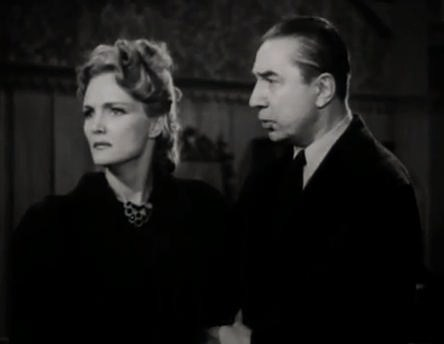
Elizabeth Russell e Bela Lugosi em cena de The Corpse Vanishes
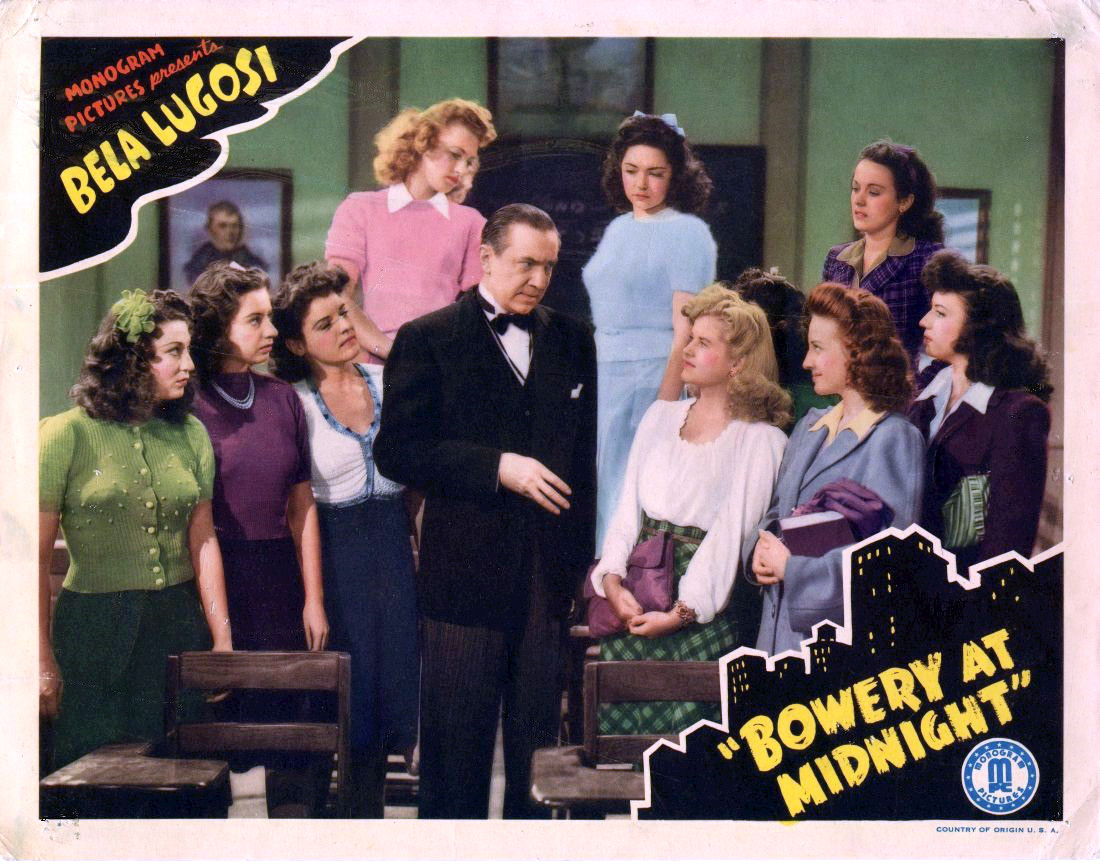